# Bandera de Vegadeo
La bandera de Vegadeo (Asturias) es rectangular, de un largo equivalente a 3/2 el ancho. El paño es de color blanco, y lleva el escudo del concejo en el centro.
- Datos: Q8241935